# Hellmuth Mäder
Hellmuth Oskar Walter Mäder (* 5. Juli 1908 in Rotterode; † 12. Mai 1984 in Koblenz) war Generalmajor der Wehrmacht und später Generalleutnant des Heeres der Bundeswehr.

## Polizei und Wehrmacht
Am 1. April 1928 trat Mäder als Offiziersanwärter dem Polizeidienst bei, besuchte die Landespolizeischule Bonn, die Landespolizeischule für Waffendienst und Körperschulung in Spandau bei Berlin, die höhere Landespolizeischule Eiche sowie die Schule für Technik und Verkehr in Berlin-Tempelhof. Am 1. April 1933 wurde er zum Polizeileutnant befördert und genau ein Jahr später zum Polizeioberleutnant.
Am 1. Oktober 1935 trat Mäder als Oberleutnant in die Wehrmacht ein. Zwischen August und Dezember 1939 diente er als Ordonnanzoffizier in der 34. Infanterie-Division, anschließend absolvierte er einen dreimonatigen Generalstabslehrgang an der Kriegsakademie Dresden.
Ab Mai 1940 führte er die 14. Kompanie des Infanterie-Regiments 522. Im Winter 1940 wurde er Kommandeur des III. Bataillons des Infanterie-Regiments 522. Im März 1942 wurde Mäder zum Major befördert, am 3. April 1942 erhielt er das Ritterkreuz des Eisernen Kreuzes (952. Verleihung). Im Juli 1942 wurde er mit der Führung des Infanterie-Regiments 522 beauftragt und im September zu dessen Kommandeur ernannt. Mäders Regiment wurde im Januar 1943 in Stalingrad vernichtet, er selbst wurde rechtzeitig ausgeflogen. Im Mai 1943 erhielt er das Kommando über das neu aufgestellte Grenadierregiment 522. Am 1. Oktober 1943 erfolgte die Beförderung zum Oberst.
Anfang 1944 kurzzeitig in die Führerreserve versetzt, wurde Mäder noch im Januar Kommandeur der „Eingreifbrigade Narwa“, bevor er im April zum Kommandeur der Heeresgruppenwaffenschule Männiku und der „Lehrbrigade Nord“ bestellt wurde. Ab 24. Juli war er Kampfkommandant von Schaulen und kurzzeitig Kommandeur der Kampfgruppe Mitte. Am 27. August wurde Mäder das Eichenlaub zum Ritterkreuz verliehen (560. Verleihung). Im September kommandierte er die litauischen Freiwilligenverbände und von Oktober bis Dezember führte er die 7. Panzer-Division, woran sich ein vierwöchiger Divisionsführerlehrgang in Hirschberg anschloss. Am 24. Dezember 1944 erhielt er das Kommando über die Führer-Grenadier-Brigade und nahm mit ihr an der Ardennenoffensive teil. Ende Januar 1945 wurde Mäder zum Generalmajor befördert und zum Kommandeur der zu gleichen Zeitpunkt umgegliederten Führer-Grenadier-Division (ehemals Brigade) ernannt. Am 18. April 1945 erhielt Mäder die Schwerter zum Eichenlaub (143. Verleihung). Im Mai geriet er in sowjetische Kriegsgefangenschaft, aus der er im Oktober 1955 entlassen wurde.

## Bundeswehr
Im September 1957, zwei Jahre nach seiner Rückkehr aus der Kriegsgefangenschaft, trat Mäder in die Bundeswehr ein, wo er bis 1960 als Kommandeur der Infanterieschule Hammelburg war. Am 21. Februar 1958 erfolgte die Beförderung zum Brigadegeneral.
Im Oktober 1960 wurde Mäder zum Generalmajor befördert und Amtschef des Truppenamtes Köln, wo er bis zu seiner Pensionierung mit Ablauf des September 1968 wirkte. Im April 1968 wurde Mäder zum Generalleutnant befördert, er erhielt das Große Verdienstkreuz mit Stern des Verdienstordens der Bundesrepublik Deutschland, und im September ging er in den Ruhestand.

## Pensionär
Nach seinem Ausscheiden aus der Bundeswehr war Mäder für den amerikanischen Hubschrauber-Produzenten Bell und die deutsche Rheinmetall tätig.
Im Oktober 1976 wurde Mäder von der 8. Großen Strafkammer des Kölner Landgerichts wegen Betrugs und fortgesetzter Bestechlichkeit zu einer Freiheitsstrafe von zwei Jahren ohne Bewährung verurteilt, musste die Strafe jedoch nicht antreten. Zudem verlor er seinen Rang als Generalleutnant und Teile seiner Pension. Mäder hatte als Chef des Kölner Truppenamtes den Bund um etwa 17.000 DM Trennungsgeld betrogen, und vom Chef einer Reparaturwerkstatt, die in geschäftlicher Beziehung zur Bundeswehr stand, erhebliche Zuwendungen angenommen.
Mäder war verheiratet und hatte zwei Kinder.